# Éothéod
En la literatura de J. R. R. Tolkien, éothéod («gente de los caballos» o «tierra de los caballos») es el nombre de una raza de Hombres del Norte, ancestros de los rohirrim, y de la tierra que habitaban. Eran criadores de caballos, jinetes habilidosos y grandes guerreros. Como sus antecesores, los éothéod prestaron grandes servicios a Gondor antes de la Cabalgata de Eorl.

## Historia
Se trataba de un resto de los Hombres Libres del Norte, del antiguo Reino de Rhovanion, quienes fueron expulsados de sus tierras (Entre el Bosque Negro y el río Celduin, luego de la Batalla de los Llanos. En el año 1856 de la Tercera Edad del Sol y tras la derrota de Narmacil II, Marhwini, hijo de Marhari, quien había participado en la Batalla atacando con éxito la retaguardia de los aurigas (aunque cayera en ella); reunió a los que quedaban vivos y le eran fieles y los llevó a vivir a los Valles del Anduin entre La Carroca y los Campos Gladios, constituyendo un pueblo aparte de los antiguos Hombres del Norte. El mismo Marwini participó, en el año 1899 T. E., en la Batalla de Dagorlad y aunque su intento de rebelión de los Hombres del Norte fracasó, su pueblo siguió viviendo en el mismo lugar. 
En el año 1977 T. E. y después de haber participado en la Batalla del Campamento (1944 T. E.), migraron al norte. Porque La tierra en la que vivían, era estrecha, los miembros del pueblo eran numerosos y el poderío de Dol Guldur estaba llegando hasta ellos. Fue así que tras la derrota del Rey Brujo en Angmar (1975 T. E.) y comandados por el rey Frumgar, se trasladaron al territorio entre los ríos Fuente Lejana y Rio Gris, que son los ríos que origina el Anduin, y expulsaron al resto del pueblo de Angmar al oeste de las Montañas Nubladas. Su nuevo reino tenía como límites las Ered Mithrin al norte, el Bosque Negro y el Río del Bosque el este y las Hithaeglir al oeste. En las orillas meridionales del río Fuente Lejana, fundaron Framburgo, ciudad capital y único Burgo fortificado.
Si bien siguieron manteniendo comunicación con Gondor, poco se sabe de la historia de este pueblo. Entre otras cosas se conoció que Fram, hijo de Frumgar, mató al dragón Scatha, que asolaba el Norte de la Tierra Media. Pero por esa acción estuvo a punto de librar una Guerra contra los Enanos de las Montañas Grises, que le reclamaron el botín del Dragón, a lo que el rey de los Éothéod, se negó. Cinco siglos después (circa 2470 T. E.), se supo que Léod, Padre de Eorl, murió intentando domar un caballo, que se convertiría luego en Felaróf, el padre de los Mearas, luego de que se dejara domar por Eorl en pago por haber causado la muerte de su padre.
Durante el gobierno de Cirion, Senescal Regente de Gondor, el reino fue amenazado por orcos, corsarios de Umbar y balchoths, ante el gran ejército enemigo Gondor envió mensajeros a sus antiguos aliados. Por medio de Borondir, jinete de Gondor, Eorl se enteró de la situación y decidió ayudar a Cirion.
Eorl congregó el mayor ejército que su país pudo brindar, unos siete mil jinetes plenamente armados y unos cientos de arqueros, y se dirigió a ayudar a sus antiguos aliados con casi todo su ejército, dejando solo unos pocos guerreros para proteger sus propias tierras. Los jinetes llegaron justo a tiempo a la Batalla de los Campos de Celebrant y la ganaron atacando la retaguardia enemiga y dispersándola por completo. 
En agradecimiento por este invalorable apoyo, Gondor le otorgaría la provincia de Calenardhon a Eorl tres meses después de la batalla. Esta sería la causa del Juramento de Eorl, la promesa de alianza eterna entre estas dos naciones. Luego los Éothéod se mudarían a esta nueva provincia conocida por sus amplias planicies.
Los Éothéod se renombrarían Eorlingas, que significa los hijos de Eorl. En sindarin se les conoce como rohirrim, o señores de los caballos. Su país, la antigua provincia de Calenardhon, sería llamado Rohan, o La Marca.

## Señores de los Éothéod
Los siguientes son los señores que gobernaron a los Éothéod, destacados por su participación en la historia de la Tierra Media en la Tercera Edad del Sol, anteriores a Eorl el Joven.

### Marhwini
Marhwini fue el último jefe de los Hombres del Norte de los restos del Reino de Rhovanion. Junto a su pueblo vivía en las Tierras Pardas al sur del Bosque Negro. Se sabe de su existencia en el año 1899 T.E cuando participó de la Batalla de Dagorlad junto al rey Calimehtar.
Tiempo después llevó a los restos de su pueblo a vivir a los Valles del Anduin, convirtiéndose en el primer señor de Éotheod.

### Forthwini
Forthwini es el segundo señor de Éothéod, es hijo de Marhwini y al igual que su padre, mantuvo una estrecha relación con Gondor. Se sabe de su existencia en el año 1944 T. E., cuando advirtió al Rey Ondoher, sobre el inminente ataque de los aurigas, pues se estaban organizando un ejército en las tierras ocupadas de Rhovanion. 
Participó en la Batalla del Campamento en ese año. Se presupone que cayó en batalla, pues en los brazos de su sucesor, de cuyo nombre solo se conoce el "(...)primer elemento Marh-..." (CI. De Cirion y Eorl); murió el Hijo de Ondoher, Faramir; que había acudido a la Guerra disfrazado, desobedeciendo a su padre.

### Frumgar
Frumgar (1940-2001  T. E.), fue, probablemente, el cuarto o quinto señor de Éothéod. Vivió en la época en la que reinaba, en Gondor, Eärnil II. En el año 1975 de la T. E., al enterarse de la Derrota del Rey Brujo de Angmar; reunió a su pueblo y los condujo a vivir al norte, a los Altos Valles del Anduin. El éxodo comenzó en el año 1977 T.E.

### Fram
Fram es hijo de Frumgar y probablemente el sexto rey Éothéod. De él se conoce que mandó a construir la única ciudad fortificada del Pueblo de los Caballos, llamada Framburgo. También se sabe que mató al dragón de frío Scatha, que asolaba a los Enanos de las Montañas Grises. 
Esta acción le permitió obtener un importante botín que el dragón guardaba en su guarida. Entre los objetos obtenidos se encuentra el bello cuerno forjado por los Enanos, que Eorl llevó consigo en su emigración al Sur y que Éowyn le regalara a Merry, por sus servicios a Théoden. 
Se supone que la obtención del preciado botín, le trajo conflictos con los Enanos que reclamaron a Fram la devolución del mismo, a lo que el rey se negó. Sólo les envió un collar con los dientes del Dragón diciéndoles: "(...)Joyas como éstas no tendréis de seguro en vuestros tesoros, pues no es fácil conseguirlas..." (ESDLA Apéndice A). Se cuenta que los enanos mataron a Fram, porque consideraron sus palabras como un insulto. Por este episodio los Enanos y los Éothéod (y posteriormente los Rohirrim), no tuvieron buenas relaciones.

### Léod
Léod es el penúltimo señor de Éothéod, padre de Eorl el Joven. Nacido en Framburgo en el año 2459 de la T. E.. Gran domador y cazador de caballos salvajes. En el año 2501 T. E. atrapó a un potro blanco y salvaje; cuando intentó domarlo, el caballo corrió por la llanura llevando a Léod consigo y terminó arrojándolo de su lomo. El rey, al caer, golpeo su cabeza contra una piedra y murió. Su Hijo Eorl lo atrapó y lo llamó Felaróf, palabra que significa «muy fuerte y muy valiente»; fue el padre de los Mearas.